# Język dyirbal
Język dyirbal (możliwe spolszczenie: język dzirbal) – język australijski używany przez Aborygenów ze stanu Queensland. Należy do rodziny pama-niungańskiej. Ze względu na swoje nietypowe cechy jest dobrze znany lingwistom. Najwięcej danych na temat języka dyirbal zebrał na początku lat sześćdziesiątych XX wieku Robert M.W. Dixon.
Począwszy od lat sześćdziesiątych XX wieku, w związku z przymusową edukacją Aborygenów w angielskich szkołach, a także coraz szerszą dostępnością radia i telewizji, język stopniowo wychodził z użycia. Obecnie żyje już tylko kilka osób, dla których język ten jest językiem ojczystym.

## Fonetyka i fonologia
W systemie fonologicznym języka dyirbal wyróżnia się tylko cztery miejsca artykulacji głosek. Jak w większości języków Australii brak jest spółgłosek szczelinowych i fonemicznej opozycji głosek dźwięcznych i bezdźwięcznych.
Podobnie jak w języku arabskim, występują trzy samogłoski fonemiczne: /i/, /a/ i /u/, z tym że /u/ może być realizowane jak [o], a /a/ jak [e] w pewnych pozycjach (zob. alofony). Akcent pada zawsze na pierwszą sylabę. Nie ma tonów ani iloczasu.
|             | wargowe | dziąsłowe | szczytowe | podniebienne | miękko podniebienne |
| zwarte      | p       | t         |           | c            | k                   |
| nosowe      | m       | n         |           | ɲ            | ŋ                   |
| półotwarte  | w       | l         |           | j            |                     |
| drżące      |         | r         |           |              |                     |
| uderzeniowe |         |           | ɽ         |              |                     |

## Gramatyka
Język dyirbal jest znany w kręgach lingwistycznych ze względu na obecność w nim nietypowego systemu klas rzeczownikowych. Każdy rzeczownik użyty w zdaniu musi być poprzedzony jednym z klasyfikatorów: bayi, balan, balam lub bala, przy czym wybór określonego klasyfikatora zależy od znaczenia rzeczownika:
- klasa I (bayi) – mężczyźni, zwierzęta
- klasa II (balan) – kobiety, ogień, woda, niebezpieczne przedmioty
- klasa III (balam) – jadalne rośliny
- klasa IV (bala) – wszystkie pozostałe

Dodatkowo w języku dyirbal o przynależności rzeczownika do danej klasy decydują często jego konotacje. Na przykład ponieważ rzeczowniki oznaczające ryby w większości należą do klasy I (jako nazwy zwierząt), do klasy tej zalicza się również nazwy akcesoriów związanych z rybołówstwem, a więc np. sieć rybacką, mimo iż w przypadku tych rzeczowników można by oczekiwać przynależności do klasy IV. Analogicznie nazwy niebezpiecznych zwierząt poprzedza się najczęściej klasyfikatorem balan (z klasy II). Ponadto dla językoznawców szczególnie interesujący jest fakt, że o klasie rzeczownikowej decydują nie tylko konotacje oparte na doświadczeniu, ale też wynikające z mitologii i wierzeń. Przykładowo, chociaż rzeczowników oznaczających ptaki można by oczekiwać w klasie I, przynależą one do klasy II, ponieważ ptaki uważane są za duchy zmarłych kobiet.
Opisany wyżej system dotyczy jednak stadium języka, w jakim był on w 1963 roku w czasie prac Roberta Dixona. W latach osiemdziesiątych zaobserwowano gwałtowną zmianę językową. W 1983 roku osoby powyżej 45 roku życia posługiwały się jeszcze tradycyjną odmianą języka dyirbal, podczas gdy wszystkie osoby poniżej 35 roku życia posługiwały się już jego uproszczoną formą ze znacznie zubożonym systemem klas rzeczownikowych.
System języka dyirbal był inspiracją dla tytułu książki George’a Lakoffa Women, fire and dangerous things („Kobiety, ogień i niebezpieczne przedmioty”) – znanej pracy na temat ludzkiego myślenia i systemów kategoryzacji w językach świata.
Język dyirbal wykazuje też tzw. łamany system ergatywności. Zaimki pierwszej i drugiej osoby występują w mianowniku lub bierniku; natomiast inne podmioty przybierają formy charakterystyczne dla języków ergatywnych. Również pod względem składni jest to język ergatywny.

## Tabu
W kulturze Dyirbalów występował bardzo rozbudowany system tabu. Rozmowa z teściową, zięciami lub dziećmi siostry ojca lub brata matki była uznawana za ciężkie wykroczenie przeciw normom społecznym. W obecności tych osób należało posługiwać się specjalną odmianą języka, zwaną językiem teściowej, który posiadał te same fonemy i gramatykę co zwykła mowa, lecz zupełnie inne słownictwo. Język teściowej wyszedł z użycia w latach 30. XX wieku pod wpływem kolonistów europejskich.